# La Grande Réparation
La Grande Réparation est le deuxième épisode de la vingt-cinquième saison de la série télévisée d'animation américaine South Park. Ce 313e épisode a été diffusé pour la première fois sur Comedy Central aux États-Unis le 9 février 2022. Cet épisode a retconné le nom du personnage secondaire Token Black, établissant que son nom est en réalité Tolkien Black, et qu'il a été nommé d'après l'auteur du Seigneur des Anneaux, J. R. R. Tolkien.

## Synopsie
Le cultivateur de cannabis Randy Marsh assiste à une exposition où il apprend que certaines personnes boycottent les fermes qui n'emploient pas de personnes de couleur. Randy discute avec sa femme, Sharon, et leurs enfants, Shelly et Stan, de leur manque d'interaction avec les Noirs, notamment du fait que Stan ne joue jamais avec son camarade de classe noir, Token Black. Stan invite Token et ses parents, Steve et Linda Black, à dîner à la ferme. Au cours du repas, Randy et Stan apprennent que le prénom de Token est en réalité Tolkien, en l'honneur de J. R. R. Tolkien. Stan apprend également qu'il était le seul de sa classe à l'ignorer ; lorsqu'on lui demande pourquoi Eric Cartman portait un t-shirt portant l'inscription « Token », Cartman révèle qu'il connaissait l'origine du nom, mais ignorait l'orthographe de Tolkien. Steve accepte l'invitation de Randy de fournir des conseils financiers à son entreprise de cannabis, Tegridy Farms, mais il est plus tard irrité de voir un panneau publicitaire de Tegridy Farms à son effigie. Lorsque Randy verse à Steve une partie des bénéfices de la nouvelle campagne publicitaire, ce dernier se rend compte qu'il est traité comme un produit et que Randy ne s'intéresse pas vraiment à ses idées. Steve quitte l'entreprise.
Stan consulte un médecin, craignant d'être raciste, pensant que le prénom de Tolkien était une référence à la figuration. Le médecin critique sévèrement Stan pour avoir supposé une telle chose, et il brise le quatrième mur en se demandant si « quelqu'un d'autre » croyait la même chose. Il suggère à Stan de lire du point de vue d'une personne noire, mais Stan suit ce conseil trop à la lettre et préfère lire des livres de J. R. R. Tolkien, imaginant le texte raconté par un homme noir caricaturé racialement. En classe, Stan partage ce qu'il a appris de l'œuvre de J. R. R. Tolkien et suggère qu'elle soit une lecture obligatoire. Il s'adresse ensuite à une assemblée scolaire, déclarant que c'était la Journée de reconnaissance de J. R. R. Tolkien, mais, lorsqu'il invite Tolkien à prendre la parole, Tolkien déclare détester l'œuvre de J. R. R. Tolkien et le fait qu'il porte son nom. Plus tard, chez Stan, ce dernier avoue à Tolkien son erreur concernant le nom de Tolkien. Tolkien explique que ses parents ont acheté la plantation de cannabis de l'autre côté de la rue et l'ont baptisée Credigree Weed. Randy est furieux de cette information, et du fait que Steve utilise son idée d'exploiter la culture noire à des fins lucratives et de parler en anglais vernaculaire afro-américain pour se forger une réputation auprès des clients. Randy expulse Tolkien de chez lui, promettant de déclarer la guerre à Steve. L'épisode se termine par un message d'intérêt public humoristique du médecin, destiné à ceux qui pensaient que le nom de Tolkien était Token.

## Réception
Dan Caffrey de The A.V. Club a donné à l'épisode une note « A », louant le thème Tolkien de l'épisode, et déclarant : « De tous les épisodes remarquables de Tolkien tout au long de l'histoire de South Park, j'aurais du mal à en trouver un aussi drôle et perspicace que « The Big Fix » de ce soir, dans lequel la mythologie fantastique et la culture de l'herbe se réunissent pour assumer la lourde tâche de satiriser l'alliance performative. »
John Schwarz, de Bubbleblabber, a attribué à l'épisode la note de 8/10, commentant l'historique des débats raciaux de South Park : « Avec des excuses à Jesse Jackson » a en quelque sorte introduit les idées fausses de Matt Stone et Trey Parker sur la culture noire concernant les Blancs, tandis que « The Big Fix » s'y concentre un peu plus. C'est une conversation intéressante, mais il est intéressant de constater que nous n'avons pas vraiment compris ce que devrait être la « tournée des excuses », et peut-être même que Matt et Trey se débattent avec cela. » 